# Рајс (Минесота)
Рајс (енгл. Rice) град је у америчкој савезној држави Минесота.

## Демографија
По попису из 2010. године број становника је 1.275, што је 564 (79,3%) становника више него 2000. године.
| Група             | 2000.       | 2010.         |
| Белци             | 702 (98,7%) | 1.238 (97,1%) |
| Афроамериканци    | 0 (0,0%)    | 3 (0,2%)      |
| Азијати           | 0 (0,0%)    | 1 (0,1%)      |
| Хиспаноамериканци | 2 (0,3%)    | 9 (0,7%)      |
| Укупно            | 711         | 1.275         |